# Ausonia (paquebot, 1956)
L’Ausonia est un paquebot construit en 1955 par les chantiers Cantieri Riuniti dell’Adriatico de Monfalcone pour la compagnie Adriatica di Navigazione. Il est lancé le 5 août 1956 et quitte Trieste le 23 septembre 1957 pour son voyage inaugural vers Alexandrie et Beyrouth. Il est détruit à Alang en 2010 sous le nom de Winner 5.

## Histoire
L’Ausonia est un paquebot construit en 1955 par les chantiers Cantieri Riuniti dell’Adriatico de Monfalcone pour la compagnie Adriatica di Navigazione. Il est lancé le 5 août 1956 et quitte Trieste le 23 septembre 1957 pour son voyage inaugural vers Alexandrie et Beyrouth. En 1978, il est converti en navire de croisière par les chantiers Arsenal Triestino de San Marco. À la fin de travaux, en 1979, il est affrété par la Chandris Line, puis vendu à la compagnie Ausonia Crociere en 1983. Il est reconstruit une première fois à La Spezia en 1984, puis une seconde fois par les chantiers Fincantieri de Palerme en 1986.
En mai 1998, il est vendu à la compagnie Louis Cruise Lines (en) qui l’utilise pour des croisières en mer Méditerranée. D’avril 1999 à 2002, il est affrété par la compagnie First Choice. En mai 2006, il est rebaptisé The Ausonia et délaisse le pavillon grec pour le pavillon panaméen, avant de retourner sous pavillon grec quelques semaines plus tard sous le nom d’Ivory.
En 2007, il est rebaptisé Aegean Two et effectue des croisières au départ du Pirée, avant de reprendre le nom d’Ivory en 2008. L’année suivante, il passe sous pavillon des Iles Marshall.
En janvier 2010, il est vendu à un chantier de démolition navale indien et est rebaptisé Winner 5. Il arrive à Alang le 4 mars 2010 et est détruit.